# جيمس بيرك (مؤرخ)
جيمس بيرك (بالإنجليزية: James Burke)‏ (و. 1936  م) هو مؤرخ، وصحفي علم، ومنتج تلفزيوني بريطاني، ولد في ديري.

## التعليم
تعلم في كلية يسوع (أكسفورد)، وMaidstone Grammar School ‏.

## وصلات خارجية
- جيمس بيرك على موقع IMDb (الإنجليزية)
- جيمس بيرك على موقع ميوزك برينز (الإنجليزية)
- جيمس بيرك على موقع ديسكوغز (الإنجليزية)
- جيمس بيرك على موقع قاعدة بيانات الفيلم (الإنجليزية)

- جيمس بيرك في قاعدة بيانات الأفلام على الإنترنت